# NGC 6257
NGC 6257 é uma galáxia espiral (S) localizada na direcção da constelação de Hercules. Possui uma declinação de +39° 38' 46" e uma ascensão recta de 16 horas, 56 minutos e 03,4 segundos.
A galáxia NGC 6257 foi descoberta em 16 de Maio de 1831 por John Herschel.